# Narum
Le narum (ou narom) est une langue austronésienne parlée en Malaisie, dans l'État de Sarawak. La langue appartient à la branche malayo-polynésienne des langues austronésiennes.

## Classification
Le narum est classé par Blust dans les langues bas-baram, un sous-groupe des langues malayo-polynésiennes occidentales qui fait partie des langues sarawak du Nord. Celles-ci sont incluses dans les langues bornéo du Nord.
La langue n'est parlée que dans un seul « kampung », situé en aval de la ville commerçante de Marudi.

## Vocabulaire
Exemples du vocabulaire de base du narum:
| français | narum  | Prononciation |
| -------- | ------ | ------------- |
| deux     | dəbeh  |               |
| cinq     | liməh  |               |
| six      | nam    |               |
| pierre   | batew  |               |
| dent     | nipan  |               |
| fleur    | buiək  |               |
| barrière | pagiər |               |
| feuille  | dəʔon  |               |